# Hugo Burel
José Hugo Burel Guerra (Montevideo, 23 de marzo de 1951) es un escritor, licenciado en letras, publicista, profesor y periodista uruguayo.

## Biografía
Vivió su infancia y adolescencia en el barrio de Goes de Montevideo. Cursó la escuela primaria en el Colegio San José y la secundaria en el Liceo Misericordista. Realizó estudios preuniversitarios de abogacía en el Instituto Héctor Miranda. Desde pequeño dibujó y asistió a diversas academias. Completó un curso de dibujo publicitario en Continental School y concurrió durante un año a la Escuela de Artes Aplicadas, dependiente de la UTU. También incursionó en la música, improvisando temas de rock. 
En 1969 comenzó a trabajar en publicidad como aprendiz gráfico en la agencia S&R Antuña. De allí en más la publicidad se transformaría en su principal medio de vida. Ingresó a la Facultad de Derecho y Ciencias Sociales, rindiendo ocho materias de derecho hasta el momento en que el gobierno cívico-militar instalado en 1973 en Uruguay clausuró temporalmente la enseñanza superior.
Poco tiempo después, deslumbrado por la lectura de El Hacedor, de Jorge Luis Borges, comenzó a escribir. En 1974 publicó su primer cuento en el certamen de cuento breve organizado por el diario El País para su suplemento dominical. El jurado estaba integrado por Arturo Sergio Visca y Clara Silva. En 1975 obtuvo el segundo premio del concurso literario de Radio Carve con "El ojo de vidrio".
En 1976 participó de la antología Los más jóvenes cuentan, seleccionada por Editorial Arca y prologada por Arturo Sergio Visca. En 1982 el semanario Correo de los Viernes publicó su cuento Esperando a la pianista. En 1983 Libros del Astillero publicó Esperando a la pianista y otros cuentos. En 1984 el semanario Jaque publicó en su separata cultural el cuento Sofía y el enano.
En 1985 Jaque publicó el cuento La alemana, incluido en Esperando a la pianista. En 1986 obtuvo la Licenciatura en Letras por el Instituto de Filosofía Ciencias y Letras (hoy Universidad Católica del Uruguay Dámaso Antonio Larrañaga) y por la Pontificia Universidad Católica de Río Grande do Sul. En abril de ese año Sudamericana-Planeta publicó la novela Matías no baja, distribuida también en Buenos Aires. Obtuvo el primer premio en la categoría obra inédita en el Concurso Literario Municipal con El vendedor de sueños. El jurado estuvo integrado por Enrique Estrázulas, Elvio E. Gandolfo y Alberto Oreggioni.
En septiembre de 1986, Sudamericana-Planeta publicó "El vendedor de sueños", integrado por siete relatos, incluida la nouvelle que da título al libro. El diario El Día lo eligió como Mejor Escritor del Año. En 1987 obtuvo una mención con el cuento "Contraluz" en el concurso organizado por la Cámara Uruguaya del Libro con motivo de la 10.ª Feria Internacional del Libro. El cuento se publicó en el libro "Los diez de la 10ª". Participó del volumen "Cuentos para niños y jóvenes" de la Cámara Uruguaya del Libro con su cuento "Los sabios de Astrolabius".
En 1989 participó con su cuento "Indicios de Eloísa" del volumen "Cuentos del mare nostrum", editado por la editorial Trilce. Integró el volumen "Cuentos bajo sospecha", también de Trilce con su relato "Dar en la tecla". En octubre, Editorial Sudamericana publicó la novela "Tampoco la pena dura", distribuida en Montevideo y Buenos Aires. En 1990 su novela obtuvo la primera mención del concurso municipal de literatura. Comenzó a colaborar en el suplemento "El País Cultural", dirigido por Homero Alsina Thevenet. Colaboró también en Cuadernos de Marcha.
En 1991 la novela "Tampoco la pena dura" integró el trío de finalistas del premio Bartolomé Hidalgo y fue la más votada por la totalidad de los críticos consultados. Participó con su cuento "Sofía y el enano" de la antología "20 años del cuento uruguayo (1970-1990)", editada en Montevideo por Linardi y Risso. En 1992 creó y dirigió el suplemento El Observador Ilustrado, que publicaba el diario El Observador, con temas culturales de variadas disciplinas. Participó del volumen "Cuentos a muerte" de Ediciones Trilce con su cuento "El outsider".
En 1993 Ediciones Trilce publicó "Solitario Blues", libro que reunía sus últimos cuentos. Participó de la novela colectiva "La muerte hace buena letra", que con la coordinación y participación de Omar Prego Gadea, publicada por Trilce. En 1994 Editorial Graffiti incluyó su cuento "La perseverancia del viento" en la antología "Cuentos por uruguayos", compilada por Walter Rela. En 1995 obtuvo el primer premio en la categoría inéditos del Concurso del Ministerio de Educación y Cultura (Premios Nacionales) con la novela "Crónica del gato que huye", posteriormente publicada por Editorial Fin de Siglo. Obtuvo el Premio Juan Rulfo de Radio Francia Internacional con su cuento "El elogio de la nieve", siendo el primer escritor uruguayo galardonado con dicho premio. El jurado del premio estuvo integrado por Claude Fell (Francia), Mercedes Iturbe (México), Aline Schulmann (Francia), Augusto Monterroso (México), Emilio Sánchez Ortíz (España), José María Caballero Bonald (España), Juan Manuel Rocca (Colombia) y Alexis Màrquez (Venezuela)
En diciembre de 1995 Fin de Siglo publicó "El elogio de la nieve", integrado por el cuento ganador del Premio Juan Rulfo y "El vendedor de sueños", que obtuviera el Premio Municipal en 1986. En 1996 participó con su cuento "Marina" del libro colectivo "Lautaro-Montevideo Segundo vuelo", antología chileno-uruguaya compilada por el escritor chileno Reinaldo Marchant y prologada por Mario Benedetti. Fue seleccionado finalista en dos categorías para el Premio Bartolomé Hidalgo, que otorga la Cámara Uruguaya del Libro con motivo de la 19.ª Feria Internacional del Libro. En la categoría cuento con "El elogio de la Nieve" y en la de novela con "Crónica del gato que huye".
En 1997 la editorial Alfaguara publicó su novela "Los Dados de Dios", distinguida por la publicación especializada El Estante como la mejor del año y por el suplemento El País Cultural como uno de los 10 mejores libros de 1997. En 1998 Alfaguara publicó "El ojo de vidrio y otras maravillas", entregado junto con el diario El Observador en su colección de cuentos de verano. Alfaguara publicó "El elogio de la nieve y 12 cuentos más", que recopila los mejores cuentos. 
En 1999 escribió la adaptación teatral de "El elogio de la nieve", obra que produjo y se estrenó en el Teatro del Anglo en septiembre, dirigida por Marcelino Duffau y protagonizada, entre otros, por Antonio Larreta, Dumas Lerena, Horacio Depauli, Núbel Espino, Ricardo Couto y Álvaro Armand Ugón. En Buenos Aires fue finalista del premio Clarín-Aguilar de novela con "El autor de mis días", seleccionada entre las diez mejores entre más de 700 presentadas. En 2000 Alfaguara publicó "El autor de mis días".
En 2001 el comité de lectura del sello Alfaguara seleccionó obras de todas sus filiales latinoamericanas para ser lanzadas en España] y de Uruguay eligió "Los dados de Dios", que ya se había presentado también en Argentina. El 5 de septiembre ganó el VII Premio Lengua de Trapo de Novela, con la obra "El guerrero del crepúsculo", seleccionada entre más de 200 presentadas de todo el mundo. En 2002 presentó su novela "El guerrero del crepúsculo" en la Feria Internacional de Libro de Guadalajara, México. En 2003 se lanzó en Madrid la novela "Tijeras de Plata", editada por Lengua de Trapo y distribuida por Océano en América Latina. Por su novela "El Guerrero del crepúsculo" es seleccionado entre los 10 finalistas del Premio Internacional de Novela Rómulo Gallegos. En noviembre su cuento "La última copa" apareció en la Antología del Cuento Uruguayo, Vol. 2 de la Editorial La Gotera. En diciembre publicó la novela "Los inmortales" en el sello Alfaguara.
En 2004 la novela "Los inmortales" recibió el premio Bartolomé Hidalgo de la Cámara Uruguaya del Libro otorgado a la mejor obra de ficción. En 2005 participó de la antología "Contigo Cuento" editada por UNICEF en Montevideo. En diciembre participó del proyecto Puente Literario de la editorial Alfaguara y presentó en Buenos Aires su novela "El corredor nocturno", editada por Alfaguara Argentina. En 2006 participó de la antología "El oficio de contar", recopilada por el periodista Nelson Díaz y editada por Alfaguara en Montevideo. EL cuento incluido en ella fue "La crianza del insatisfecho".
En 2007 publicó "El desfile salvaje" (Alfaguara), que obtuvo el Primer premio de narrativa édita del Ministerio de Educación y Cultura, otorgado en el 2009. En 2008 recibió el premio teatral Florencio a la mejor obra de autor nacional por "La memoria de Borges". 
En 2009 publicó "Un día en la vida Qué cantaron los Beatles" (HUM)
Sus novelas "EL corredor nocturno" y "El desfile salvaje" fueron distinguidas con el primer premio de narrativa édita en los premios anuales del Ministerio de Educación y Cultura del Uruguay.
En 2010 se estrenó la película basada en El corredor nocturno, dirigida y producida por el director español Gerardo Herrero. En 2010 publicó la novela "Diario de la arena" (Alfaguara) que luego fue distinguida en los premios de éditos del Ministerio de Educación y Cultura de Uruguay.
En 2011 publicó la novela "El CLub de los Nostálgicos" (Alfaguara)
en 2012 publicó "El hombre con una sola sandalia" (cuentos)(Seix-Barral)
Además de escritor, es periodista, publicitario y diseñador gráfico.
Es casado y padre de dos hijos.
En 2015 fue nombrado para integrar la Academia Nacional de Letras del Uruguay.

## Libros
- 1983, Esperando a la pianista y otros cuentos
- 1986, El vendedor de sueños
- 1986, Matías no baja
- 1989, Tampoco la pena dura
- 1993, Solitario Blues
- 1995, Crónica del gato que huye
- 1995, El elogio de la nieve
- 1997, Los dados de Dios
- 1998, El elogio de la nieve y 12 cuentos más
- 1999, El autor de mis días
- 2001, El guerrero del crepúsculo
- 2003, Tijeras de plata
- 2004, Los inmortales
- 2005, El corredor nocturno
- 2007, El desfile salvaje
- 2009, Un día en la vida. Qué cantaron los Beatles
- 2010, Diario de la arena
- 2011, El club de los nostálgicos
- 2012, El hombre con una sola sandalia
- 2014, El caso Bonapelch
- 2014, Olor a cine. Crónicas de una pasión
- 2015, Montevideo noir
- 2017, Sorocabana Blues
- 2018, Noches de Bonanza
- 2019, La misteriosa muerte de Eleanor Rigby
- 2023, Espejo de familia
- 2025, La calle del sacrificio

## Traducciones de su obra
- Sus cuentos Contraluz, Hombre en un zaguán, El rock de la mujer perdida y Pincelada de azul sobre gris fueron traducidos al portugués por el equipo de la revista Pontis.[2]

## Premios
- 1975, segundo premio del concurso literario de Radio Carve con El ojo de vidrio.
- 2001, VII Premio Lengua de Trapo de novela con El guerrero del crepúsculo.
- 2004, Premio Bartolomé Hidalgo.
- 2008, Premio Florencio a la mejor obra de autor nacional por La memoria de Borges.
- 2008, Premio Alas
- 2014, Premio Libro de Oro premio otorgado por la Cámara Uruguaya del Libro por El caso Bonapelch.[3]